# Championnats du monde de cross-country 2001
Navigation
Édition précédente Édition suivante
Les 29e Championnats du monde de cross-country IAAF  se sont déroulés le 30 mars 2001 à Ostende en Belgique.

## Parcours
- 12,3 km – Cross long hommes
- 4,1 km – Cross court hommes
- 7,7 km – Course junior hommes
- 7,7 km – Cross long femmes
- 4,1 km – Cross court femmes
- 5,9 km – Course junior femmes

## Résultats

### Cross long hommes

#### Individuel
| Place              | Athlète          | Pays      | Temps |
| ------------------ | ---------------- | --------- | ----- |
| Médaille d'or      | Mohammed Mourhit | Belgique  | 39:53 |
| Médaille d'argent  | Sergiy Lebid     | Ukraine   | 40:03 |
| Médaille de bronze | Charles Kamathi  | Kenya     | 40:05 |
| 4                  | Paulo Guerra     | Portugal  | 40:06 |
| 5                  | Paul Kosgei      | Kenya     | 40:09 |
| 6                  | Driss El Himer   | France    | 40:13 |
| 7                  | Patrick Ivuti    | Kenya     | 40:16 |
| 8                  | Hélder Ornelas   | Portugal  | 40:33 |
| 9                  | Alejandro Gómez  | Espagne   | 40:37 |
| 10                 | Róbert Štefko    | Slovaquie | 40:41 |

#### Équipes
| Médaille | Athlètes                                                                                                 | Points |
| Or       | Kenya Charles Kamathi (3e) Paul Malakwen Kosgei (5e) Patrick Ivuti (7e) Enock Mitei (18e)                | 33 pts |
| Argent   | France Driss El Himer (6e) Mustapha El Ahmadi (11e) Lyes Ramoul (26e) Mickaël Thomas (29e)               | 72 pts |
| Bronze   | États-Unis Bob Kennedy (12e) Mebrahtom Keflezighi (13e) Abdihakem Abdirahman (15e) Nicholas Rogers (47e) | 87 pts |

### Cross Court Hommes

#### Individuel
| Médaille | Athlète               | Temps       |
| Or       | Enock Koech (KEN)     | 12 min 40 s |
| Argent   | Kenenisa Bekele (ETH) | 12 min 42 s |
| Bronze   | Benjamin Limo (KEN)   | 12 min 43 s |

#### Équipes
| Médaille | Athlètes                                                                                    | Points |
| Or       | Kenya Enock Koech (1e) Benjamin Limo (3e) Sammy Kipketer (4e) Cyrus Kataron (5e)            | 13 pts |
| Argent   | Maroc Brahim Boulami (9e) Adil Kaouch (11e) Mohamed Saïd El Wardi (12e) Mohammed Amyn (16e) | 48 pts |
| Bronze   | Éthiopie Kenenisa Bekele (2e) Hailu Mekonnen (10e) Dagne Alemu (13e) Alemayehu Girma (26e)  | 51 pts |

### Course juniors hommes

#### Individuel
| Médaille | Athlète                 | Temps       |
| Or       | Kenenisa Bekele (ETH)   | 25 min 04 s |
| Argent   | Duncan Lebo (KEN)       | 25 min 37 s |
| Bronze   | Dathan Ritzenhein (USA) | 25 min 46 s |

#### Équipes
| Médaille | Athlètes | Points |
| Or       | Kenya    | 24 pts |
| Argent   | Éthiopie | 25 pts |
| Bronze   | Ouganda  | 68 pts |

### Cross long femmes

#### Individuel
| Médaille | Athlète               | Temps       |
| Or       | Paula Radcliffe (GBR) | 27 min 49 s |
| Argent   | Gete Wami (ETH)       | 27 min 52 s |
| Bronze   | Lydia Cheromei (KEN)  | 28 min 07 s |

#### Équipes
| Médaille | Athlètes | Points |
| Or       | Kenya Lydia Cheromei (3e) Susan Chepkemei (4e) Pamela Chepchumba (5e) Leah Malot (6e)                           | 18 pts |
| Argent   | Éthiopie Gete Wami (2e) Merima Denboba (8e) Eyerusalem Kuma (23e) Leila Aman (37e)                              | 70 pts |
| Bronze   | France Yamna Oubouhou-Belkacem (7e) Rakiya Maraoui-Quetier (11e) Rodica Daniela Nagel (24e) Zahia Dahmani (35e) | 77 pts |

### Cross Court Femmes

#### Individuel
| Médaille | Athlète               | Temps       |
| Or       | Gete Wami (ETH)       | 14 min 46 s |
| Argent   | Paula Radcliffe (GBR) | 14 min 47 s |
| Bronze   | Edith Masai (KEN)     | 14 min 57 s |

#### Équipes
| Médaille | Athlètes                                                                                                 | Points |
| Or       | Éthiopie Gete Wami (1e) Merima Denboba (4e) Werknesh Kidane (5e) Genet Gebregiorgis (16e)                | 26 pts |
| Argent   | Kenya Edith Masai (3e) Rose Cheruiyot (8e) Margaret Ngotho (10e) Naomi Mugo (11e)                        | 32 pts |
| Bronze   | Roumanie Elena Fidatov (13e) Iulia Negura-Olteanu (15e) Maria Cristina Grosu (23e) Mihaela Botezan (27e) | 78 pts |

### Cross Junior Femmes

#### Individuel
| Médaille | Athlète                | Temps       |
| Or       | Viola Kibiwot (KEN)    | 22 min 05 s |
| Argent   | Abebech Negussie (ETH) | 22 min 05 s |
| Bronze   | Aster Bacha (ETH)      | 22 min 05 s |

#### Équipes
| Médaille | Athlètes | Points |
| Or       | Éthiopie | 16 pts |
| Argent   | Kenya    | 20 pts |
| Bronze   | Japon    | 59 pts |